# Acrocercops acanthidias
Acrocercops acanthidias là một loài bướm đêm thuộc họ Gracillariidae. Nó được tìm thấy ở Java, Indonesia. Ấu trùng ăn Erioglossum edule và Lepisanthes rubiginosum.